# Sam Harris (schrijver)

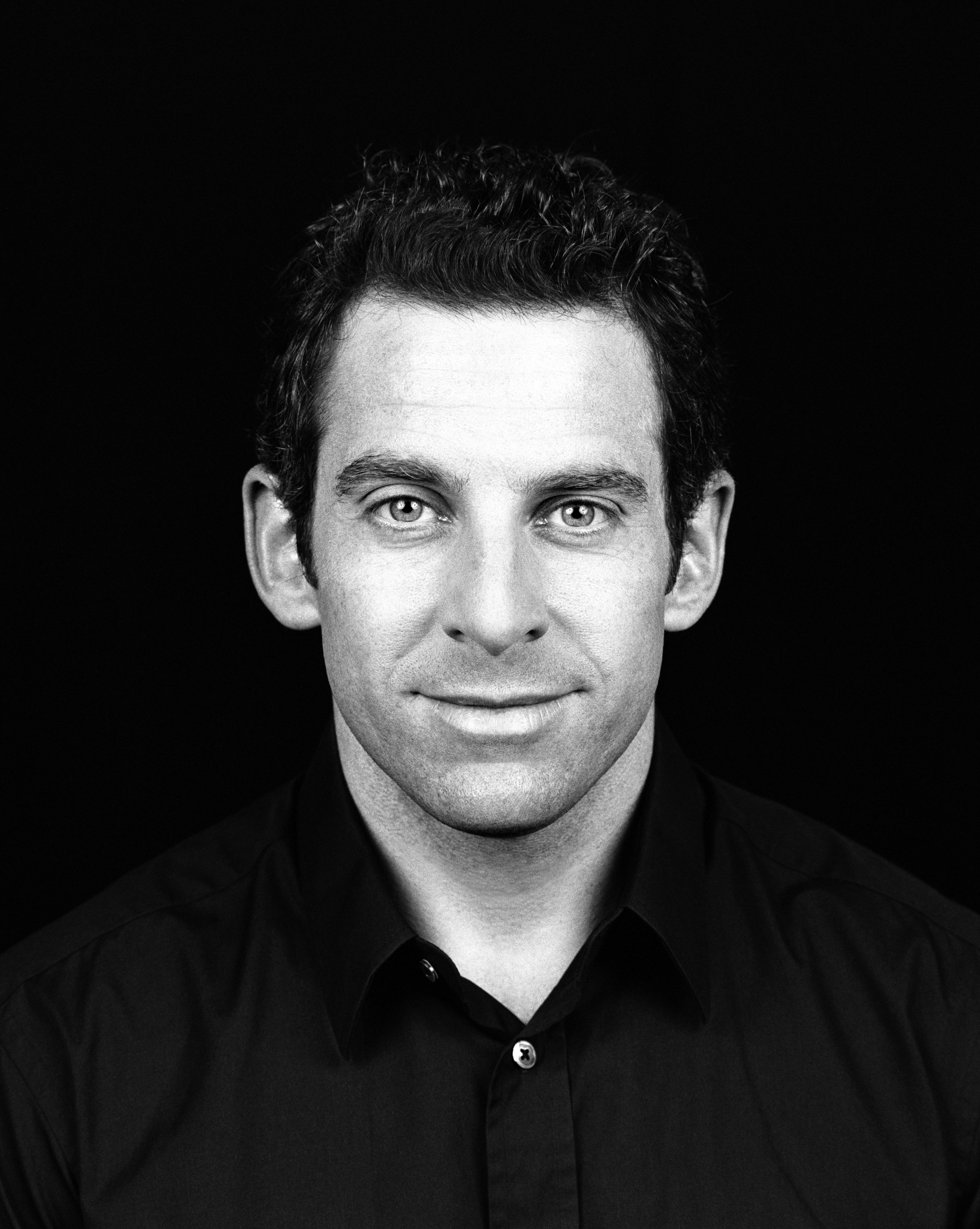
Sam Harris

Sam Harris (9 april 1967) is een aan Stanford University opgeleide Amerikaanse filosoof en non-fictieauteur. Aan de UCLA promoveerde hij in de cognitieve neurowetenschap. Zijn grootste bekendheid geniet hij vanwege zijn boeken The End of Faith (2004) en Letter to a Christian Nation (2006), waarin hij religiekritiek uit.

## Kritiek op religie
Harris gelooft niet in een god en beschouwt religie als een grote belemmering voor de vooruitgang van de mensheid. Daarnaast vindt hij het onbegrijpelijk om het geloof - op wat voor manier dan ook - als minder bespreekbaar en dus minder bekritiseerbaar te beschouwen dan andere onderwerpen. Hij strijdt er onder andere in zijn boeken voor om dat taboe op te heffen. Zijn stelling is dat religie in de moderne tijd van alle (levens)overtuigingen de enige is die ermee wegkomt om wereldbeelden voor te staan zonder daar bewijs voor te hoeven leveren. Harris wenst geen atheïst genoemd te worden, met spiritualiteit heeft hij geen problemen.

## Religie in de Verenigde Staten
Harris maakt zich vooral zorgen over de Verenigde Staten in het begin van de 21e eeuw. Hij stelt dat in zijn christelijke vaderland grootschalig geweld door veel mensen niet als een probleem wordt beschouwd. Voor de Bijbelse profetie over de wederkomst van Jezus Christus staat immers armageddon beschreven, een voorspelling waarvan bijna de helft van de Verenigde Staten overtuigd zou zijn dat die werkelijkheid zal worden. Harris vindt het ook zorgelijk dat het voor een presidentskandidaat in zijn land onmogelijk lijkt te zijn om verkozen te worden zonder publiekelijk een geloofsbelijdenis af te leggen.

## Publicaties
Aan The End of Faith (in het Nederlands uitgegeven als Van God los) begon Harris te schrijven direct na de aanslagen op het World Trade Center van '9/11' in 2001. In dit boek stelt hij dat kritiek op religie veel minder wordt getolereerd dan kritiek op andere overtuigingen. De terroristische aanslagen overschreden in zijn ogen een gevaarlijke grens. In Letter to a Christian Nation gaat Harris in op de kritiek die op zijn eerste boek volgde. Samen met Richard Dawkins, Christopher Hitchens en Daniel Dennett voerde hij in The Four Horsemen ook een gefilmd rondetafelgesprek over de reacties op zijn en hun religiekritische boeken. Hij wordt als een van de exponenten van het nieuwe atheïsme gezien, ook al gebruikt hij het woord 'atheïst' liever niet om hokjesdenken te voorkomen.
In 2010 werd zijn derde boek The Moral Landscape uitgegeven. Hierin bespreekt Harris: "Hoe de wetenschap de menselijke waarden kan bepalen". Dit is tevens de ondertitel van het boek.
Een van Harris' bekendere citaten is "Dat het geloof ervoor kan zorgen dat je je goed voelt, dat het je leven betekenis geeft, maakt het nog niet waar." Hij is bovendien van mening, dat deze positieve eigenschappen niet exclusief aan het geloof verbonden zijn.
In Islam and the Future of Tolerance (2015) gaat hij de dialoog aan met de Britse ex-islamist en politicus Maajid Nawaz om ondanks hun theologische meningsverschillen te zoeken naar een manier om de islam te hervormen zodat zij moderne waarden en mensenrechten zal omarmen. Ze uiten allebei kritiek op "regressief links", het fenomeen waarbij links-georiënteerde westerse niet-moslims islamisme verdedigen onder het mom van cultuurrelativisme.